# Abou Leila
Pour plus de détails, voir Fiche technique et Distribution.
Abou Leila est un film algérien réalisé par Amin Sidi-Boumédiène, sorti en 2019. Le film fait notamment partie de la sélection du Prix France Culture Cinéma des Étudiants 2021.

## Synopsis
Algérie, 1994. S. et Lotfi, deux amis d’enfance, traversent le désert à la recherche d’Abou Leila, un dangereux terroriste. La poursuite semble absurde, le Sahara n’ayant pas encore été touchée par la vague d’attentats. Mais S., dont la santé mentale est vacillante, est convaincu d’y trouver Abou Leila. Lotfi, lui, n’a qu’une idée en tête : éloigner S. de la capitale. Pourtant, c’est en s’enfonçant dans le désert qu’ils vont se confronter à leur propre violence.

## Fiche technique
- Titre : Abou Leila
- Réalisation : Amin Sidi-Boumédiène
- Scénario : Amin Sidi-Boumédiène
- Photographie : Kaname Onoyama
- Production : Louise Bellicaud, Yacine Bouaziz, Claire Charles-Gervais et Fayçal Hammoum
- Société de production : Thala Films Production, In Vivo Films et KNM Production
- Société de distribution : UFO Distribution (France)
- Pays de production :  Algérie,  France et  Qatar
- Genre : Drame, thriller
- Durée : 135 minutes
- Dates de sortie : 
  - France : 15 juillet 2020

## Distribution
- Slimane Benouari : S.
- Lyes Salem : Lotfi
- Azouz Abdelkader : Abdel Karim
- Fouad Megiraga : Mohamed
- Meriem Medjkrane : Meriem
- Hocine Mokhtar : Abou Leila
- Samir El Hakim : Gendarme en chef

## Distinctions
Le film a été lancé en compétition la 58e Semaine de la critique durant le Festival de Cannes 2019, où il a concouru pour la Caméra d'or.
Prix du meilleur film fantastique européen au Festival international du film fantastique de Neuchâtel 2019. 
Prix Nouvelles Vagues au Festival du Film de Séville 2019.
Prix de la critique au Festival du cinéma méditerranéen de Montpellier 2019.
Prix d'interprétation masculine pour Lyes Salem aux Journées cinématographiques de Carthage 2019.
Prix Gérard-Frot-Coutaz du meilleur premier film au Festival Entrevues de Belfort 2020.